# Olympische Winterspiele 1956/Nordische Kombination
Bei den VII. Olympischen Winterspielen 1956 in Cortina d’Ampezzo fand ein Wettbewerb in der Nordischen Kombination statt. Austragungsorte waren das Stadio della neve und der Trampolino Italia. Zum ersten Mal bei Olympischen Spielen.

## Austragungsmodus
In den Anfangsjahrzehnten wurde die Nordische Kombination in nur einer Variante ausgetragen. Hier in Cortina d’Ampezzo wurde wie bei den vorangegangenen Spielen in Oslo zunächst das Skispringen und als zweite Disziplin der Langlauf ausgetragen. Der Sprunglauf bestand wie bei den beiden letzten Winterspielen aus drei Versuchen, von denen die besten zwei Sprünge in die Wertung kamen. Der Langlauf wurde erstmals separat und nicht zusammen mit den Spezialisten, ausgetragen. Auch bezüglich der Distanz gab es eine Änderung: statt wie bisher 18 ging es nur noch über 15 Kilometer.

## Bilanz

### Medaillenspiegel
| Platz  | Land     | Gold | Silber | Bronze | Gesamt |
| ------ | -------- | ---- | ------ | ------ | ------ |
| 1      | Norwegen | 1    | –      | –      | 1      |
| 2      | Schweden | –    | 1      | –      | 1      |
| 3      | Polen    | –    | –      | 1      | 1      |
| Gesamt | Gesamt   | 1    | 1      | 1      | 3      |

### Medaillengewinner
| Disziplin                             | Gold                   | Silber               | Bronze                          |
| ------------------------------------- | ---------------------- | -------------------- | ------------------------------- |
| Einzel (Normalschanze/15-km-Langlauf) | Sverre Stenersen (NOR) | Bengt Eriksson (SWE) | Franciszek Gąsienica Groń (POL) |

## Einzel (Normalschanze/15-km-Langlauf)

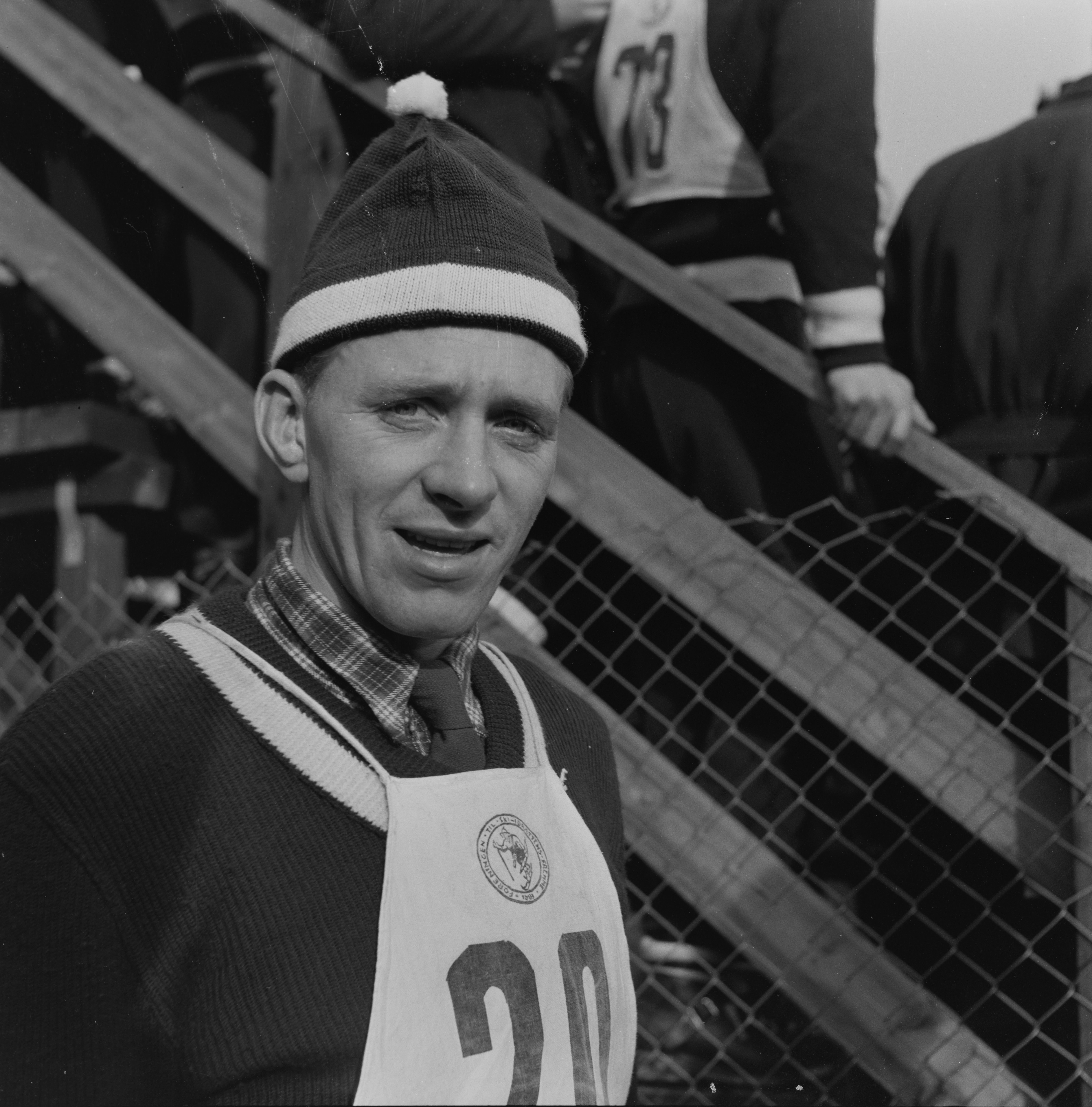
Olympiasieger Sverre Stenersen – hier im Jahr 1953

| Rang | Land | Athlet                    | Skispringen | Skilanglauf | Skilanglauf   | Gesamt  |
| Rang | Land | Athlet                    | Pkte. (Pl.) | Zeit        | Pkte. (Pl.)   | Punkte  |
| ---- | ---- | ------------------------- | ----------- | ----------- | ------------- | ------- |
| 01   | NOR  | Sverre Stenersen          | 215,0 00(2) | 0056:18 min | 240,000 00(1) | 455,000 |
| 02   | SWE  | Bengt Eriksson            | 214,0 00(3) | 1:00:36 h00 | 223,400 (=15) | 437,400 |
| 03   | POL  | Franciszek Gąsienica Groń | 203,0 (=10) | 0057:55 min | 233,800 00(7) | 436,800 |
| 04   | FIN  | Paavo Korhonen            | 196,5 (=17) | 0056:32 min | 239,097 00(2) | 435,597 |
| 05   | NOR  | Arne Barhaugen            | 199,0 0(15) | 0057:11 min | 236,581 00(3) | 435,581 |
| 06   | NOR  | Tormod Knutsen            | 203,0 (=10) | 0058:22 min | 232,000 00(9) | 435,000 |
| 07   | URS  | Nikolai Gussakow          | 200,0 0(14) | 0058:17 min | 232,300 00(8) | 432,300 |
| 08   | ITA  | Alfred Prucker            | 201,0 (=12) | 0058:52 min | 230,100 0(10) | 431,100 |
| 09   | FIN  | Eeti Nieminen             | 206,0 00(8) | 1:00:20 h00 | 224,400 0(14) | 430,400 |
| 10   | URS  | Leonid Fjodorow           | 201,0 (=12) | 0059:17 min | 228,500 0(12) | 429,500 |
| 11   | AUT  | Josef Schiffner           | 211,5 00(4) | 1:02:02 h00 | 217,800 0(25) | 429,300 |
| 12   | TCH  | Vítězslav Lahr            | 193,0 0(22) | 0057:39 min | 234,800 00(5) | 427,800 |
| 12   | URS  | Juri Moschkin             | 217,5 00(1) | 1:04:18 h00 | 209,100 0(31) | 426,600 |
| 14   | NOR  | Kjetil Mårdalen           | 189,0 0(26) | 0057:43 min | 234,500 00(6) | 423,500 |
| 15   | POL  | Aleksander Kowalski       | 210,5 0(=5) | 1:03:37 h00 | 211,700 0(29) | 422,200 |
| 16   | AUT  | Willi Egger               | 208,0 00(7) | 1:03:00 h00 | 214,100 0(28) | 422,100 |
| 17   | AUT  | Leopold Kohl              | 198,5 0(16) | 1:01:00 h00 | 221,800 0(21) | 420,300 |
| 18   | TCH  | Vlastimil Melich          | 183,5 0(28) | 0057:18 min | 236,100 00(4) | 419,600 |
| 19   | EUA  | Helmut Böck               | 190,0 0(24) | 0059:13 h00 | 228,700 0(11) | 418,700 |
| 20   | ITA  | Enzo Perin                | 196,0 0(19) | 1:00:48 h00 | 222,600 (=18) | 418,600 |
| 21   | EUA  | Heinz Hauser              | 195,0 0(20) | 1:00:43 h00 | 222,900 0(17) | 417,900 |
| 22   | TCH  | Josef Nüsser              | 189,5 0(25) | 0059:28 min | 227,800 0(13) | 417,300 |
| 23   | USA  | Marvin Crawford           | 196,5 (=17) | 1:02:24 h00 | 216,400 0(26) | 412,900 |
| 24   | EUA  | Gerhard Glaß              | 203,5 00(9) | 1:04:17 h00 | 209,100 0(30) | 412,600 |
| 25   | FIN  | Esko Jussila              | 194,0 0(21) | 1:02:38 h00 | 215,500 0(27) | 409,500 |
| 26   | URS  | Uno Kajak                 | 186,5 0(27) | 1:00:48 h00 | 222,600 (=18) | 409,100 |
| 27   | CAN  | Irvin Servold             | 180,0 0(31) | 1:01:44 h00 | 219,000 0(24) | 399,000 |
| 28   | EUA  | Herbert Leonhardt         | 177,0 0(32) | 1:01:34 h00 | 219,600 0(23) | 396,600 |
| 29   | POL  | Józef Daniel Krzeptowski  | 173,5 (=33) | 1:00:48 h00 | 222,600 (=18) | 396,100 |
| 30   | USA  | Theodore Farwell          | 173,5 (=33) | 1:01:21 h00 | 220,500 0(22) | 394,000 |
| 31   | ITA  | Aldo Pedrana              | 168,0 0(35) | 1:00:36 h00 | 223,400 (=15) | 391,400 |
| 32   | POL  | Jan Raszka                | 182,5 0(29) | 1:05:15 h00 | 205,400 0(32) | 387,900 |
| 33   | JPN  | Koichi Satō               | 191,5 0(23) | 1:08:21 h00 | 193,400 0(35) | 384,900 |
| 34   | USA  | Charles Tremblay          | 182,0 0(30) | 1:07:40 h00 | 196,000 0(34) | 378,000 |
| 35   | USA  | Buck Levy                 | 162,0 0(36) | 1:05:42 h00 | 203,600 0(33) | 365,600 |
| DNF  | JPN  | Hiroshi Yoshizawa         | 210,5 0(=5) | DNF         | DNF           |         |

Skispringen: 29. Januar 1956, 14:30 Uhr
Langlauf: 31. Januar 1956, 9:00 Uhr
36 Teilnehmer aus 12 Ländern, davon 35 in der Wertung
Höhenunterschied: 185 m / Maximalanstieg: 150 m / Totalanstieg: 420 m
Als Favoriten gingen wie so oft die norwegischen Athleten an den Start. Als ihre stärksten Konkurrenten wurden die Sportler aus Finnland eingeschätzt. Diese beiden Nationen, vor allem Norwegen, hatte die Nordische Kombination bei den vorangegangenen Olympischen Winterspielen dominiert.
Im Springen wechselten die Positionen von Durchgang zu Durchgang immer wieder erheblich. Am Ende führte völlig überraschend Juri Moschkin aus der Sowjetunion, der seine besten Sprünge in Runde eins und drei zeigte. Knapp hinter ihm lag der norwegische Olympiadritte von 1952 Sverre Stenersen vor dem Schweden Bengt Eriksson. Mit etwas größerem Abstand folgten der Österreicher Sepp Schiffner (Platz vier) sowie der Pole Aleksander Kowalski und der Japaner Hiroshi Yoshizawa auf dem geteilten fünften Rang. Die weiteren Norweger und der mitfavorisierte Finne Paavo Korhonen hatten sich mit Sprüngen große Rückstände eingehandelt und hatten nur noch sehr geringe Medaillenchancen.
Im Langlauf überraschte der eigentliche Sprungspezialist Stenersen die gesamte Konkurrenz mit der schnellsten Laufzeit des gesamten Feldes. Vierzehn Sekunden langsamer war der starke Läufer Korhonen. Der nach dem Springen noch führende Moschkin verlor genau acht Minuten auf Stenersen und fiel in der Endwertung auf den Platz dreizehn zurück. Der Kampf um die Medaillen hinter dem in der Gesamtabrechnung klaren Sieger Sverre Stenersen war sehr eng. Bengt Eriksson rettete die Silbermedaille, obwohl er mit der fünfzehntbesten Laufzeit mehr als vier Minuten hinter dem Goldmedaillengewinner blieb. Eine weitere große Überraschung war der 24-jährige Pole Franciszek Gąsienica Groń, der als Bronzemedaillengewinner nur gut eineinhalb Minuten langsamer war als Stenersen und damit Paavo Korhonen die letzte Medaille wegschnappen konnte. In der Endwertung unter den ersten Vier landeten vier unterschiedliche Nationen, etwas völlig Neues in der Nordischen Kombination, die zuvor von den Finnen und noch viel mehr von den Norwegern dominiert worden war.